# نمای مطب دکتر اسکندری
نمای مطب دکتر اسکندری مربوط به دوره پهلوی اول است و در مشهد، خیابان امام خمینی، کوچه درمانگاه حضرت ابوالفضل واقع شده و این اثر در تاریخ ۱۱ مرداد ۱۳۸۴ با شمارهٔ ثبت ۱۲۳۹۲ به‌عنوان یکی از آثار ملی ایران به ثبت رسیده است.